# Nuchequula glenysae
Nuchequula glenysae is een straalvinnige vissensoort uit de familie van ponyvissen (Leiognathidae). De wetenschappelijke naam van de soort is voor het eerst geldig gepubliceerd in 2008 door Kimura, Kimura & Ikejima.